# Sucidothrombium sucidum
Sucidothrombium sucidum är en spindeldjursart som först beskrevs av Ludwig Carl Christian Koch 1879.  Sucidothrombium sucidum ingår i släktet Sucidothrombium, och familjen Microtrombidiidae. Arten är reproducerande i Sverige.